# Groupes ethniques d'Indonésie

Carte montrant les principaux groupes ethniques d'Indonésie

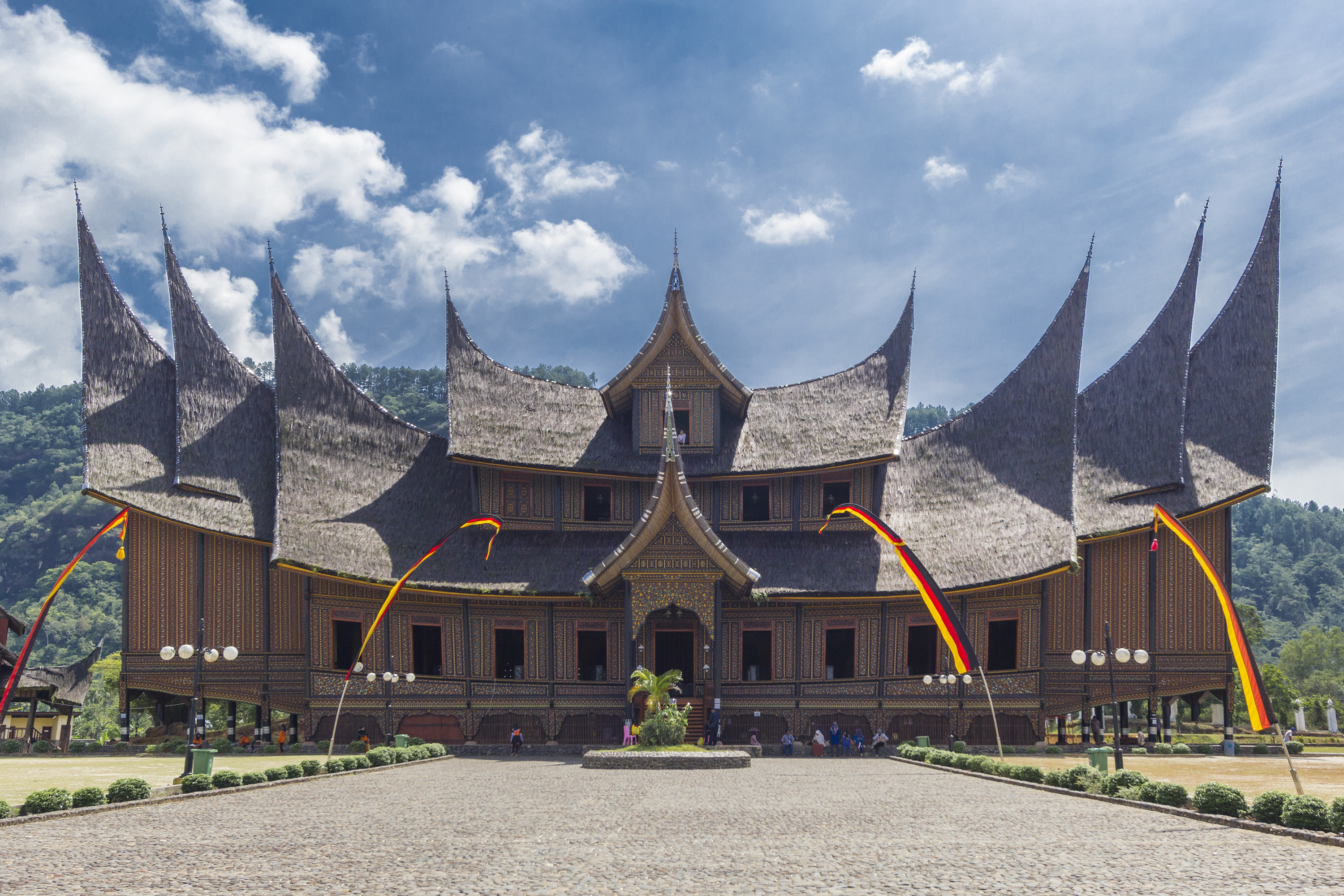
L'une des maisons traditionnelles d'Indonésie, la Rumah Gadang, est issue de la culture Minangkabau et est connue pour son toit allongé et incurvé, inspiré de la forme des cornes de buffle

Il existe plus de 600 groupes ethniques dans l’archipel indonésien multiculturel, ce qui en fait l’un des pays les plus diversifiés du monde. La grande majorité de ces groupes appartiennent aux peuples Austronésiens, concentrés dans l’ouest et le centre de l’Indonésie (Asie), avec une minorité importante de peuples Mélanésiens concentrés dans l’est de l’Indonésie (Océanie). 
En se basant sur la classification ethnique, le plus grand groupe ethnique d’Indonésie est celui des Javanais, qui représentent environ 40 % de la population totale. Les Javanais sont concentrés sur l’île de Java, l’île la plus peuplée du monde, principalement dans les parties centrale et orientale, mais des communautés javanaises importantes existent également à Sumatra, Bornéo et Sulawesi en raison de la migration historique et des programmes de transmigration soutenus par le gouvernement. C’est aussi le plus grand groupe ethnique de l’Asie du Sud-Est. Les Sundanais constituent le groupe ethnique suivant le plus important ; leur terre d’origine se trouve dans la partie occidentale de l’île de Java et à l’extrémité sud de Sumatra. Les Malais, Batak, Madurais, Betawi, Minangkabau, et Bugis sont les autres groupes ethniques les plus importants du pays.
De nombreux groupes ethniques, en particulier à Kalimantan et Papouasie, comptent seulement quelques centaines de membres. La plupart des langues locales appartiennent à la famille des langues Austronésiennes, bien qu’un nombre important de personnes, en particulier dans l’est de l’Indonésie, parlent des langues papoues sans lien génétique. Les Indonésiens d’origine Chinoise, Arabe et Indienne représentent chacun moins de 3 % de la population totale de l’Indonésie.

## Statistiques
| Groupe ethnique     | Population (en millions) | Pourcentage | Régions principales |
| ------------------- | ------------------------ | ----------- | --- |
| Javanais            | 95,217                   | 40,06 %     | Bengkulu, Java oriental, Kalimantan oriental, Java central, Jambi, Lampung, Sumatra du Nord, Riau, Sumatra du Sud, Yogyakarta                |
| Soundanais          | 36,705                   | 15,51 %     | Banten, Jakarta, Java occidental |
| Malais              | 8,754                    | 3,70 %      | Îles Bangka Belitung, Bengkulu, Jambi, Sumatra du Nord, Riau, Îles Riau, Sumatra du Sud, Kalimantan occidental                               |
| Batak               | 8,467                    | 3,58 %      | Sumatra du Nord, Riau, Îles Riau, Jakarta |
| Madurais            | 7,179                    | 3,03 %      | Java oriental |
| Betawi              | 6,808                    | 2,88 %      | Banten, Jakarta, Java occidental |
| Minangkabau         | 6,463                    | 2,73 %      | Riau, Sumatra occidental |
| Bugis               | 6,415                    | 2,71 %      | Sulawesi central, Kalimantan oriental, Kalimantan du Nord, Sulawesi du Sud, Sulawesi du Sud-Est, Sulawesi occidental                         |
| Bantenois           | 4,642                    | 1,96 %      | Banten |
| Banjar              | 4,127                    | 1,74 %      | Kalimantan du Sud, Kalimantan central, Kalimantan oriental                                                                                   |
| Balinais            | 3,925                    | 1,66 %      | Bali |
| Acehnais            | 3,404                    | 1,44 %      | Aceh |
| Dayak               | 3,220                    | 1,36 %      | Kalimantan central, Kalimantan oriental, Kalimantan du Nord, Kalimantan occidental                                                           |
| Sasak               | 3,175                    | 1,34 %      | Nusa Tenggara occidental |
| Chinois d'Indonésie | 2,833                    | 1,20 %      | Îles Bangka Belitung, Sumatra du Nord, Jakarta, Riau, Îles Riau, Kalimantan occidental, côte nord du Java central, Java oriental, Yogyakarta |
| Makassar            | 2,673                    | 1,13 %      | Sulawesi du Sud |
| Cirebonnais         | 1,878                    | 0,79 %      | Java occidental |
| Lampungois          | 1,376                    | 0,58 %      | Lampung |
| Palembang           | 1,252                    | 0,53 %      | Sumatra du Sud |
| Gorontalo           | 1,252                    | 0,53 %      | Gorontalo |
| Minahasa            | 1,240                    | 0,52 %      | Sulawesi du Nord |
| Nias                | 1,042                    | 0,44 %      | Sumatra du Nord |